# Chrysobalanus icaco
Chrysobalanus icaco o icaco también llamado hicaco en Costa Rica, icaco en Nicaragua y otras zonas de Centroamérica, se encuentra cerca de playas marinas y en el interior continental de la América tropical y la Cuenca del Caribe, incluyendo a Cuba, sur de la Florida, las Bahamas y las costas de México. La subespecie del interior es Chrysobalanus icaco pellocarpus.

## Descripción
Chrysobalanus icaco es un arbusto de 1 a 3 m de altura, o árbol tupido de 2 a 6 m, que raramente alcanza 10 m. Tiene hojas verdes ovaladas, casi redondas, de textura un poco de cuero (de 3 a 10 cm de largo y de 2,5 a 7 cm de ancho). Los colores de las hojas varían de verde a rojo suave. La corteza es grisácea o marrón rojizo, con pintas blancas. 
Las flores son pequeñas, blancas, en racimos, aparecen a finales de la primavera. A fines del verano se produce el fruto en racimos, el del individuo costero es redondo, de hasta 5 cm de diámetro, amarillo pálido con rubor rosado o púrpura oscuro, mientras que el del individuo del interior es oval, de 2,5 cm de largo, y púrpura oscuro.
El fruto es una drupa muy similar al durazno aunque más pequeño, con epicarpio cuyo color puede variar con matices entre marfil pálido y magenta purpúreo y mesocarpio blanco de consistencia algodonosa. Su sabor es muy suave, por lo cual es empleado principalmente para ser consumido preparado en almíbar en el estado Zulia, Venezuela donde se le conoce como dulce de icaco, así como en diferentes partes de Colombia.

## Usos
El individuo de la costa es altamente tolerante a la sal, por lo cual a menudo se planta para estabilizar los bordes de la playa y evitar la erosión. 
Chrysobalanus icaco también se planta como planta ornamental. El árbol no sobrevive heladas fuertes. La fruta es comestible y se usa para jalea. El nombre común de la fruta en Trinidad & Tobago y Guyana es "cerdo gordo".

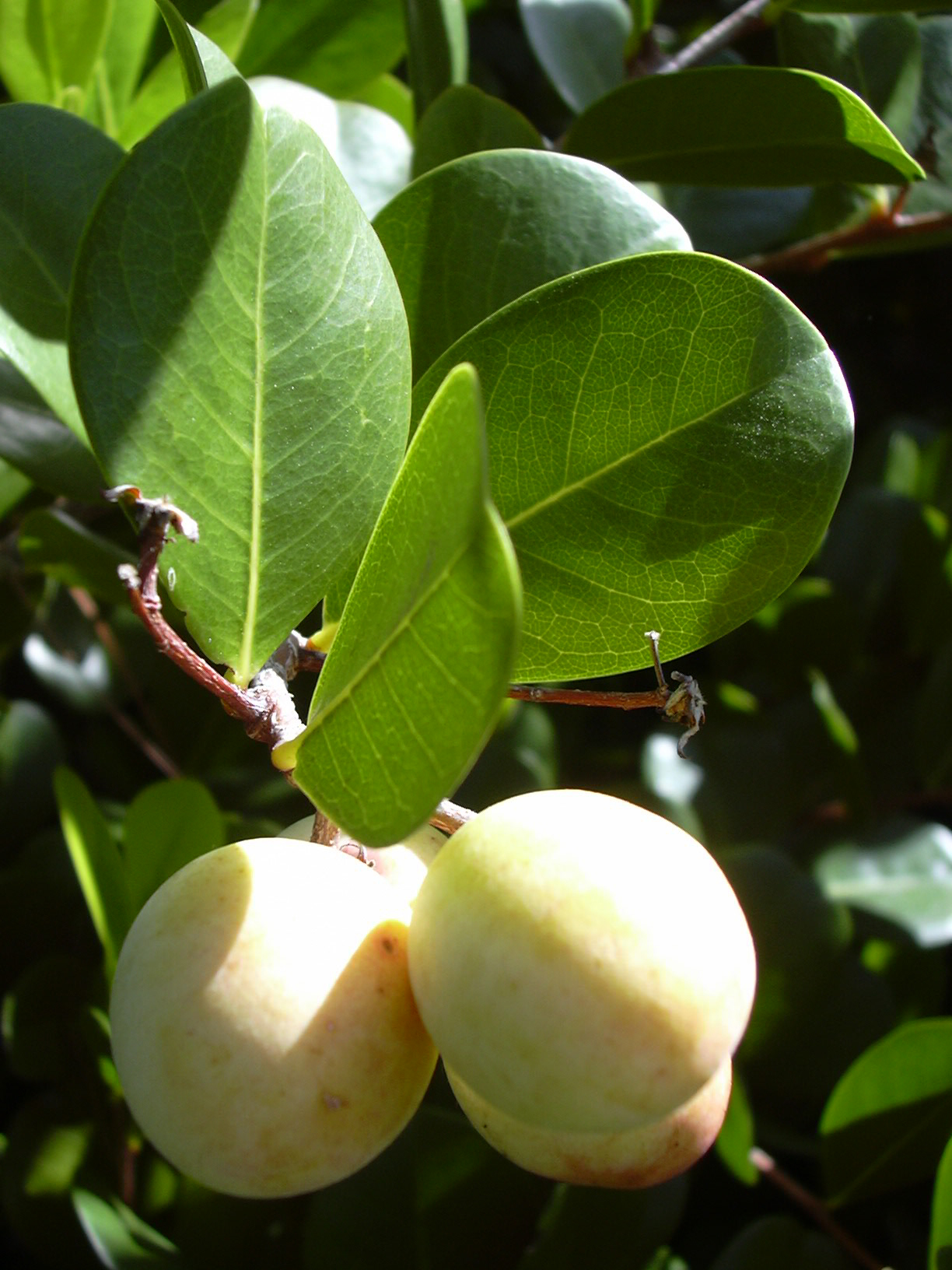
Fruta del individuo de la costa. (Forest & Kim Starr (USGS)).

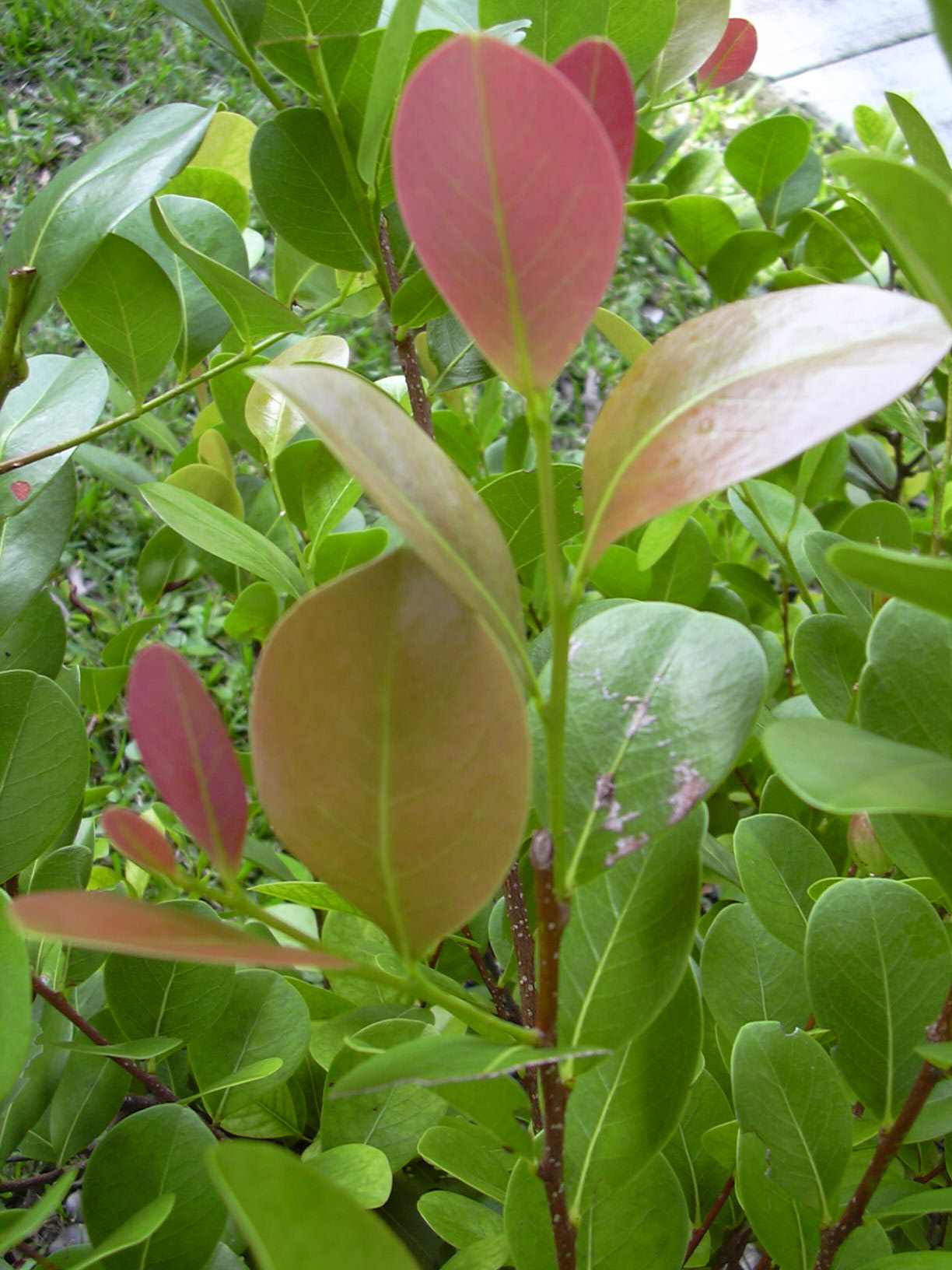
Hojas rojas del individuo del interior. (Forest & Kim Starr (USGS)).

## Taxonomía
Chrysobalanus icaco fue descrita por   Carlos Linneo y publicado en A Sketch of the Botany of South-Carolina and Georgia 1(4): 370. 1817.
Sinonimia
- Chrysobalanus icaco var. genuinus Stehlé, M. Stehlé & Quentin
- Prunus icaco Labat[2]

## Uso en frases idiomáticas
En Costa Rica, y Nicaragua la frase de uso común: "Mirar hacia el icaco", hace referencia a una persona distraída que pierde la concentración durante una plática u actividad.[cita requerida]